# Kyle Secor
Kyle Secor (* 31. Mai 1957 in Tacoma, Washington) ist ein US-amerikanischer Schauspieler.

## Leben
Kyle war der jüngste von drei Söhnen, sein Vater verdiente seinen Lebensunterhalt als Geschäftsmann. Er war während seiner Schulzeit ein begeisterter Basketballspieler, aber sein Traum von einer Sportlerkarriere und einer Laufbahn bei der Air Force konnte sich wegen seiner Kurzsichtigkeit nicht erfüllen. 1986 bekam er seine erste Rolle in der Serie California Clan und anschließend in Chefarzt Dr. Westphall. Seit 2002 ist er in zweiter Ehe mit der Schauspielerin Kari Coleman verheiratet. Aus der Ehe gingen zwei Töchter hervor.

## Filmografie (Auswahl)

### Fernsehfilme
- 1988: Inherit the Wind
- 1988: Shootdown
- 1989: The Outside Woman
- 1992: Middle Ages
- 1992: In the Line of Duty: Siege at Marion
- 1993: Silent Victim
- 1995: Beauty’s Revenge
- 1994: Midnight Runaround
- 1996: Her Desperate Choice
- 1998: Mind Games
- 2000: Homicide: The Movie
- 2001: Bailey’s Mistake
- 2003: Gefangene der Zeit (A Wrinkle in Time)
- 2004: Infidelity

### Serien
- 1986: California Clan (Santa Barbara, 20 Episoden)
- 1993–1999: Homicide (118 Episoden)
- 1996: Law & Order (Episode 6x13)
- 1999: Party of Five (8 Episoden)
- 2000: City of Angels (11 Episoden)
- 2001: Crossing Jordan – Pathologin mit Profil (Crossing Jordan, 1 Episode)
- 2002: Without a Trace – Spurlos verschwunden (Without a Trace, 1 Episode)
- 2001–2002: Philly (10 Episoden)
- 2004: CSI: Den Tätern auf der Spur (CSI: Crime Scene Investigation, 1 Episode)
- 2004–2007: Veronica Mars (10 Episoden)
- 2005–2006: Welcome, Mrs. President (Commander in Chief, 18 Episoden)
- 2007: Hidden Palms (4 Episoden)
- 2008: Boston Legal (1 Episode)
- 2010: Criminal Minds (1 Episode)
- 2010: Hawaii Five-0 (1 Episode)
- 2010, 2011: Private Practice (2 Episoden)
- 2013: The Mentalist (1 Episode)
- 2013: Castle (1 Episode)
- 2014: American Horror Story (1 Episode)
- 2014: Scandal (1 Episode)
- 2014: Resurrection (3 Episoden)
- 2015: Aquarius (1 Episode)
- 2015: Agent X (1 Episode)
- 2018–2019: The Flash (3 Episoden)
- 2019: Grey’s Anatomy (1 Episode)
- 2020–2021: 9-1-1: Lone Star (4 Episoden)
- 2021: The Rookie (2 Episoden)

### Filme
- 1989: Brennender Hass (Heart of Dixie)
- 1991: Der Feind in meinem Bett (Sleeping with the Enemy)
- 1991: Late for Dinner – Eine zeitlose Liebe (Late for Dinner)
- 1991: Der Doktor – Ein gewöhnlicher Patient (The Doctor)
- 1991: Delusion
- 1991: City Slickers
- 1993: Real Love (Untamed Heart)
- 1994: Drop Zone
- 2000: Beat
- 2000: Endsville
- 2016: The Purge: Election Year

## Auszeichnungen
- Nominierung 1998 für den Q-Award als bester Darsteller in einer Serie für „Homicide: Life on the Street“ (1993)